# Диродийторий
Диродийторий — бинарное неорганическое соединение
родия и тория
с формулой ThRh2,
кристаллы.

## Получение
- Сплавление стехиометрических количеств чистых веществ в инертной атмосфере:

{\displaystyle {\mathsf {2Rh+Th\ {\xrightarrow {1500^{o}C}}\ ThRh_{2}}}}

## Физические свойства
Диродийторий образует кристаллы
гексагональной сингонии,
пространственная группа P 63/mmc,
параметры ячейки a = 0,4629 нм, c = 0,5849 нм, Z = 4,
структура типа дииндийникеля NiIn2
.
Соединение образуется по перитектической реакции при температуре >1500°C.
При температуре 1250°C в соединении происходит фазовый переход .